# Alue Raya (Panga)
Alue Raya is een bestuurslaag in het regentschap Aceh Jaya van de provincie Atjeh, Indonesië. Alue Raya telt 131 inwoners (volkstelling 2010).